# Aenictus peguensis
Aenictus peguensis är en myrart som beskrevs av Carlo Emery 1895. Aenictus peguensis ingår i släktet Aenictus och familjen myror. Inga underarter finns listade i Catalogue of Life.